# Pandaka
Genre
Pandaka est un genre de poissons de la famille des Gobiidae.
Il est le plus petit poisson connu à ce jour, il provient des Philippines, et ne mesure qu'un centimètre de long.

## Liste des espèces
Selon World Register of Marine Species (17 déc. 2015) :
- Pandaka lidwilli McCulloch, 1917
- Pandaka pusilla Herre, 1927
- Pandaka pygmaea Herre, 1927
- Pandaka rouxi Weber, 1911
- Pandaka trimaculata Akihito and Meguro, 1975

Selon ITIS (17 déc. 2015) :
- Pandaka lidwilli McCulloch, 1917
- Pandaka pusilla Herre, 1927
- Pandaka pygmaea Herre, 1927
- Pandaka rouxi Weber, 1911
- Pandaka silvana Barnard, 1943
- Pandaka trimaculata Akihito and Meguro, 1975